# Pitkäjärvi (Jukkasjärvi socken, Lappland, 751686-171717)
Pitkäjärvi är en sjö strax väster om Svappavaara i Kiruna kommun, som ingår i Torneälvens huvudavrinningsområde.
Vid Pitkäjärvi byggdes omkring 2014 en omlastningsplats vid järnvägen till Svappavaara för järnmalmskoncentrat från Tapuligruvan utanför Kaunisvaara, för vidare export på järnväg till hamnen i Narvik.